# Michael Giannatos
Michael o Mihalis Giannatos, alternativamente deletreado como Yannatos (en griego: Μιχαήλ or Μιχάλης Γιαννάτος), fue un actοr griego. Nació en 1941 en Constantinopla (Estambul), Turquía, que en ese momento todavía tenía una gran presencia griega. Salió de la ciudad de Grecia en 1964 durante el largo periodo de desalojo de los griegos.

## Filmografía

### Películas
| Año  | Título                                               | Papel                             | Notas                                                                       |
| ---- | ---------------------------------------------------- | --------------------------------- | --------------------------------------------------------------------------- |
| 1966 | Oi stigmatismenoi                                    |                                   | Primera aparición como actor profesional                                    |
| 1968 | I Arhontissa kai o Alitis                            | Cobrador                          | Traducido: La dama y el vagabundo                                           |
| 1971 | I Kori tou Iliou                                     | Soldado turco                     | Traducido: La Hija del Sol                                                  |
| 1971 | Enas Xenoiastos Palaviaris                           | El hombre en el funeral           | Traducción: El necio despreocupado                                          |
| 1971 | Ti Ekanes ston Polemo Thanasi?                       |                                   | Traducido: ¿Qué estaba haciendo en la Guerra Thanasis?                      |
| 1973 | O Tsarlatanos                                        |                                   | Traducido: El charlatán                                                     |
| 1973 | Oi Polemistai tis Eirinis                            |                                   | Traducción: Los Guerreros de la Paz                                         |
| 1973 | O Anthropos pou Etreche Poli                         | Lefteris Zevedaios                | Traducido: El hombre que dirigía un lote                                    |
| 1973 | Diktator kalei...Thanasi                             |                                   | Traducción: El dictador está llamando ... Thanasis                          |
| 1975 | Bounzaka ala...Ellinika!                             |                                   | Traducido: Bounzaka en... griego!                                           |
| 1976 | O Thanasis sti Chora tis Sfaliaras                   | Panagos                           | Traducido: Thanasis en la Tierra de Slap                                    |
| 1978 | Midnight Express                                     | Corte Traductor                   | EE. UU.                                                                     |
| 1978 | O Ilios tou Thanatou                                 | Confiscador                       | No acreditado Traducido: El Sol de la Muerte                                |
| 1978 | 1922                                                 |                                   |                                                                             |
| 1978 | A Walk in the Sun                                    | Camarero                          | Suecia y Grecia Título original: In Vandring I Solen Idioma: Inglés y Sueco |
| 1979 | O Palavos Kosmos tou Thanasi                         |                                   | Traducido: El loco mundo de Thanasis                                        |
| 1980 | Geusi Apo Ellada                                     | Vangelis                          | Traducido: Sabor de Grecia                                                  |
| 1980 | Megalexandros                                        | Dragoumanos                       | Traducción: Alejandro Magno                                                 |
| 1980 | Vengos, O Trelos Kamikazi                            | Markos Tamtikos                   | Traducido: Vengos, el Kamikaze Loco                                         |
| 1982 | I Strophi                                            | Oficial turco                     | Traducido: La Vuelta                                                        |
| 1982 | To fragma                                            |                                   | Traducido: La presa                                                         |
| 1982 | Sti Zougkla tis Athinas                              |                                   | Traducción: En la selva de Atenas                                           |
| 1982 | To Aima ton Agalmaton                                |                                   | Traducido: La Sangre de los Estatutos                                       |
| 1982 | Aggelos                                              |                                   | Traducción: Ángel                                                           |
| 1983 | Kamikazi Agapi mou                                   | Fotiou                            | Traducido: Kamikaze mi amor                                                 |
| 1983 | Ipogeia Diadromi                                     |                                   | Traducido: Ruta subterránea                                                 |
| 1983 | Psosoxi, Kindinos!                                   |                                   | Traducción: ¡Atención, peligro!                                             |
| 1983 | H Pareksigisi                                        |                                   | Traducido: El Malentendido                                                  |
| 1984 | Taxidi sta Kithira                                   |                                   | Traducido: Viaje a Citera                                                   |
| 1984 | The Next One                                         |                                   | EE. UU.                                                                     |
| 1985 | Bordelo                                              |                                   |                                                                             |
| 1986 | O Melissokomos                                       |                                   | Traducido: El Apicultor                                                     |
| 1987 | O Efialtis                                           |                                   | Traducido: La pesadilla                                                     |
| 1987 | Pretty Smart                                         | El turco                          | EE. UU.                                                                     |
| 1987 | The Wind                                             | Policía                           | EE. UU.                                                                     |
| 1988 | Gemini - The Twin Stars                              | Primer policía                    | Suiza Idioma: Inglés                                                        |
| 1988 | Topio stin Omixli                                    | Guardián de la estación de trenes | Traducido: Paisaje en la niebla                                             |
| 1989 | Ipastinomos Thanasis                                 |                                   | Traducido: teniente de la policía Thanasis                                  |
| 1989 | Athos I Enoxos                                       |                                   | Traducido: inocente o culpable                                              |
| 1990 | The Serpent of Death                                 | Policía griega                    | EE. UU.                                                                     |
| 1991 | O Drapetis                                           |                                   | Traducido: El fugitivo                                                      |
| 1991 | Ante Geia                                            | Camarero de buffet                | Traducido: adiós                                                            |
| 1991 | To Meteoro Vima tou Pelargou                         | Tendero                           | Traducido: El paso del meteorito de la cigüeña                              |
| 1992 | To daxtilidi                                         |                                   | Corto El anillo                                                             |
| 1994 | I Zoi Einai sto Dromo                                |                                   | Corto La vida está en la calle                                              |
| 1995 | Isa Mori Hamoura                                     |                                   | Corto                                                                       |
| 1995 | Tranzito                                             |                                   |                                                                             |
| 1995 | Someone Else's America                               | Agente griego                     | EE. UU.                                                                     |
| 1996 | Me ton Orfea ton Augousto                            |                                   | Traducción: Con Orfeo en agosto                                             |
| 1996 | O Hamenos Thisauros tou Hoursit Pasa                 |                                   | Traducido: El tesoro perdido de Hoursit Pasa                                |
| 1998 | La eternidad y un día                                |                                   | EE. UU.                                                                     |
| 1999 | America                                              |                                   | Corto                                                                       |
| 1999 | O Anthos tis Limnis                                  | Hasan                             | Traducción: La flor del Lago                                                |
| 2001 | La mandolina del capitán Corelli                     | Kokolios                          | EE. UU.                                                                     |
| 2001 | Annas Sommer                                         | Verkäufer im Fotogeschäft         |                                                                             |
| 2002 | Katalathos Astinomikos                               |                                   | Película de TV Traducción: Policía por Accidente                            |
| 2002 | I Fouska                                             | Tío                               | Traducido: La burbuja                                                       |
| 2002 | Alexandros kai Aishe                                 |                                   | Traducción: Alejandro y Aishe                                               |
| 2003 | Skipper Straad                                       |                                   | Corto                                                                       |
| 2003 | Politiki kouzina                                     | Grandpa's friend                  | Título en inglés: A Touch of Spice                                          |
| 2003 | Sto Hani                                             |                                   | Traducción: En la posada                                                    |
| 2004 | Trilogia 1: To Livadi Pou Dakrizei                   | Zisis                             | Traducido: Trilogía 1: La pradera que estaba llorando                       |
| 2005 | Hotel Asteria                                        |                                   | Película de TV                                                              |
| 2005 | To Oneiro tou Ikarou                                 | Viejo gitana                      | Traducido: Sueño de Ícaro                                                   |
| 2005 | Opa!                                                 | Hector                            |                                                                             |
| 2005 | One in a Million                                     | Anciano                           | EE. UU. Corto                                                               |
| 2005 | Múnich                                               | Aristides el portero del hotel    | EE. UU.                                                                     |
| 2005 | My Family and Other Animals                          | Prtero/camarero                   | R.U. Película de TV                                                         |
| 2007 | Koroido en'taxei'                                    | Aimilios Roukounas                |                                                                             |
| 2008 | Oi Prasines, Oi Kokkines, Oi Thalassies Oi Tsouhtres |                                   | Película de TV Traducido: El verde, el rojo, el azul de las medusas         |
| 2008 | O Ilias tou 16ou                                     | Manos                             | Traducido: Ilias del día 16                                                 |
| 2009 | I Ekdikisi tou Patera                                | Moustafa, traficante turco        | Traducción: La venganza del padre                                           |
| 2012 | O Anthropos pou Taize ton Iskio tou                  | Roland                            | Corto Traducido: El hombre que daba de comer a su sombra                    |
| 2012 | A Green Story                                        | Padrino                           |                                                                             |
| 2012 | Dead Europe                                          | Director del Hotel                | R.U. no está acreditado                                                     |
| 2012 | Lost Monument                                        |                                   | Corto                                                                       |

## Muerte
Giannatos murieron el 17 de septiembre de 2013 a la edad de 72 años debido a un ataque al corazón, mientras veía un partido de fútbol con amigos. Como dijo su hijo, ninguno de sus amigos se dieron cuenta de que se había ido, hasta el momento en que alguien lo llamó y él no respondió.